# Парламентская ассамблея ОБСЕ

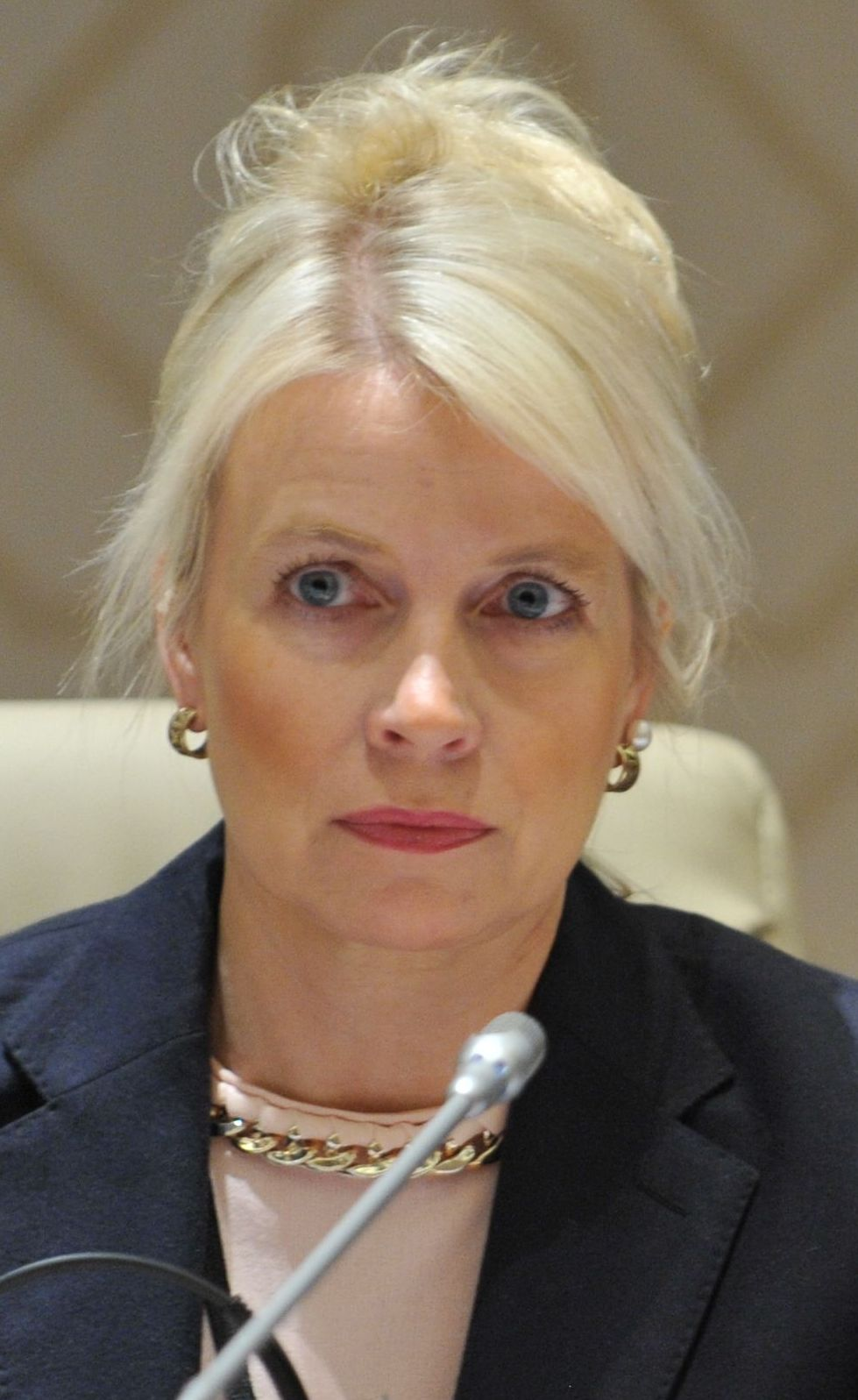
Каума, Пиа, председатель ПА ОБСЕ с 2023 года

Парламентская ассамблея ОБСЕ (англ. Parliamentary Assembly of the Organization for Security and Co-operation in Europe), ПА ОБСЕ (OSCE PA) — межпарламентская организация, объединяющая 57 государств Европы, Азии и Северной Америки, входящих в Организацию по безопасности и сотрудничеству в Европе.

## История создания
История ОБСЕ уходит корнями в период разрядки международной напряженности начала 1970-х годов, когда было учреждено Совещание по безопасности и сотрудничеству в Европе (СБСЕ), призванное служить многосторонним форумом для диалога и переговоров между Востоком и Западом. Итогом двух лет встреч в Хельсинки и Женеве стало соглашение, подписанное 1 августа 1975 г. и получившее название Хельсинкского заключительного акта.
В этом документе содержался ряд важнейших обязательств в военно-политической и экономической сферах, а также в вопросах окружающей среды и защиты прав человека, ставших центральными для так называемого «хельсинкского процесса». Хельсинкским актом также устанавливались десять основополагающих принципов, определяющих «поведение» государств в отношении их граждан, а также по отношению друг к другу.
Вплоть до 1990 г. работа СБСЕ проводилась в основном как серия встреч и совещаний, в ходе которых разрабатывались и расширялись обязательства, принимаемые на себя государствами-участниками, и проводилась периодическая оценка их выполнения. Окончание «холодной войны» и прошедший в ноябре 1990 г. Парижский саммит ознаменовали начало новой эпохи для СБСЕ. Авторы Парижской хартии для новой Европы призвали СБСЕ принять участие в осуществлении исторических изменений, происходящих в Европе, и в выработке ответов на новые вызовы эпохи, наступившей с окончанием «холодной войны». В результате СБСЕ обрело постоянные институты и оперативный потенциал. В Парижской хартии главы государств и правительств СБСЕ также специально предусмотрели создание Парламентской ассамблеи СБСЕ.
В апреле 1991 г. по приглашению парламента Испании высокопоставленные представители всех государств — участников СБСЕ встретились в Мадриде с особой целью — создание Парламентской ассамблеи СБСЕ в соответствии с требованием глав государств и правительств своих стран. Результатом этой встречи стала Мадридская декларация, в которой были установлены основные правила процедуры, методика работы, размер, сфера полномочий Ассамблеи, а также распределение голосов между её членами.
На встрече в Берлине в 1991 г. Совет министров иностранных дел (СМИД) СБСЕ приветствовал создание Парламентской ассамблеи и заявил, что министры с нетерпением ожидают «коллективного выражения» мнения членов Парламентской ассамблеи по вопросам безопасности и сотрудничества в Европе, а также дальнейшего развития СБСЕ.
В июле 1992 г. в Будапеште состоялась первая официальная сессия Парламентской ассамблеи. Среди прочего Ассамблея постановила принять приглашение парламента Дании и разместить Международный секретариат в Копенгагене.
В том же году на встрече в Праге участники СБСЕ прямо способствовали установлению активного диалога между двумя органами, заявив, что Действующий председатель СБСЕ будет готов представлять Ассамблее отчет о работе СБСЕ, отвечать на связанные с ней вопросы парламентариев, а также принимать к сведению их мнения для последующей передачи Совету министров. Отсюда берет начало традиция выступления Действующего председателя перед Парламентской ассамблеей, в соответствии с которой он также отвечает на прямые вопросы парламентариев.
В 1994 г. СБСЕ было переименовано в Организацию по безопасности и сотрудничеству в Европе в соответствии с расширением деятельности этого института.
Саммиты СБСЕ-ОБСЕ в Хельсинки (1992), Будапеште (1994) и Стамбуле (1999) подтвердили интерес государств-участников к активному вовлечению парламентариев в деятельность ОБСЕ и постановили, чтобы Действующий председатель поддерживал тесные связи с Парламентской ассамблеей, доводил её рекомендации до сведения Постоянного совета и информировал парламентариев о деятельности ОБСЕ. На саммите в Стамбуле в 1999 г. главы правительств государств — участников ОБСЕ особо отметили возрастающую роль Парламентской ассамблеи в сфере демократического развития и наблюдения за выборами.

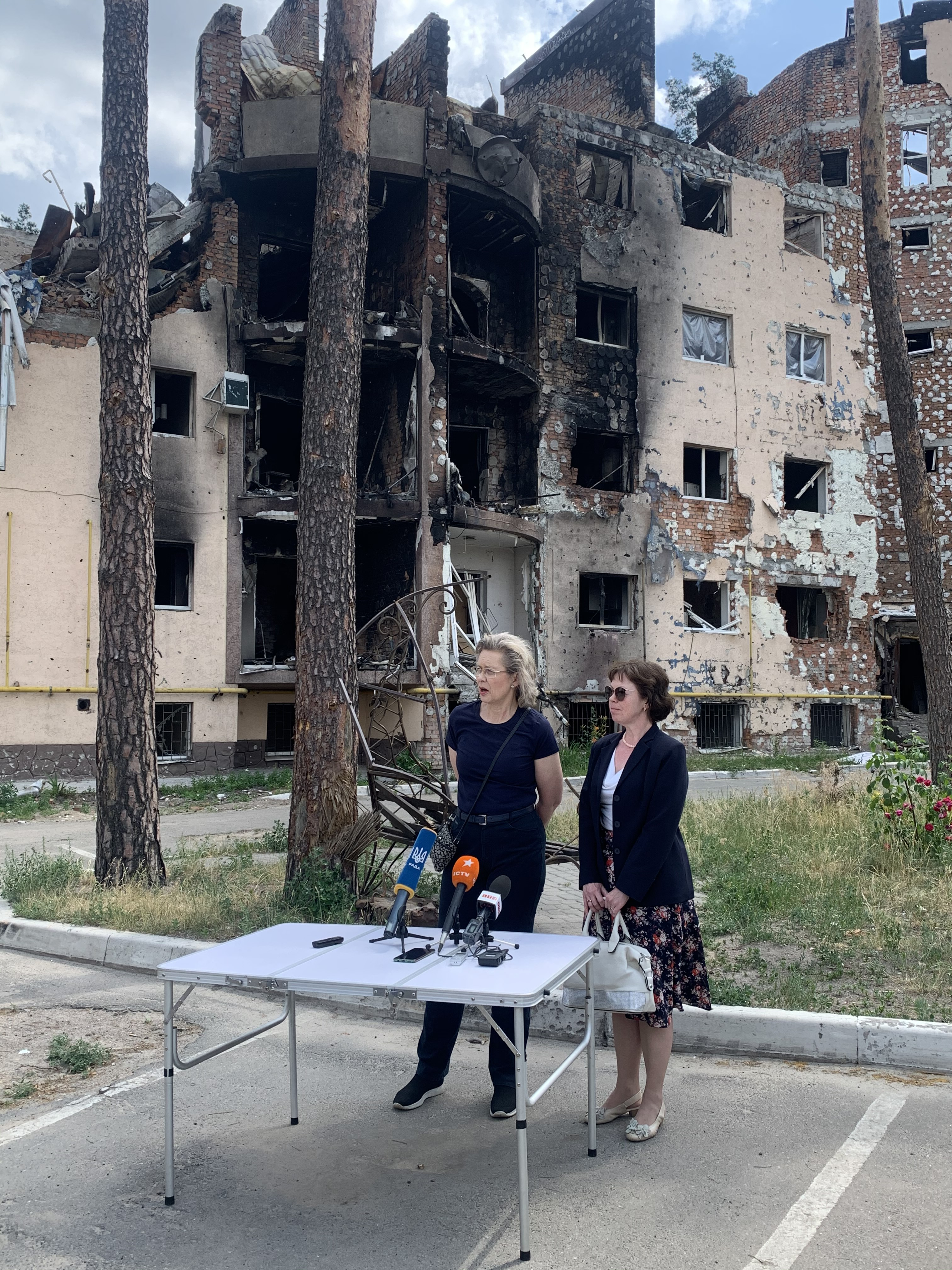
27 июня 2022 года высокопоставленная делегация Парламентской ассамблеи ОБСЕ посетила Украину. Помимо встреч с официальными лицами, делегация посетила места массовых захоронений в Буче и обширных разрушений в Ирпене и Буче в результате масштабного вторжения России на Украину 2022 года

## Текущая деятельность
23-я сессия ПА ОБСЕ прошла в Баку в июле 2014 года. На ней новым Председателем Парламентской ассамблеи был избран финский политик Илкка Канерва; за него отдали голоса 111 депутатов, за действующего Председателя Ранко Кривокапича — 96.
24-я сессия ПА ОБСЕ прошла с 5 по 9 июля 2015 года в Хельсинки. Финляндия стала первой страной, где сессия ПА ОБСЕ была организована во второй раз — это было связано с тем, что в 2015 году исполнилось 40 лет со дня подписания в Хельсинки Заключительного акта Совещания по безопасности и сотрудничеству в Европе. В начале июля Финляндия отказалась выдать въездные визы председателю Госдумы РФ Сергею Нарышкину и ещё пятерым членам российской делегации, которые должны были принять участие в сессии ПА. Финская сторона объяснила своё решение тем, что члены делегации, не получившие визы, находятся в санкционном списке Евросоюза. Российская делегация в знак протеста приняла решение не принимать участия в сессии ПА ОБСЕ в полном составе. Посол Финляндии в России Ханну Химанен был вызван в МИД РФ, где ему было заявлено, что действия Финляндии расцениваются «как откровенно недружественные, не соответствующие принципам добрососедства и наносящие ущерб российско-финляндским отношениям».
Действующий генеральный секретарь ПА ОБСЕ — Роберто Монтелла (Италия); он вступил в должность 1 января 2016 года.

## Комитеты ПА ОБСЕ

### Постоянный комитет
Постоянный комитет, состоящий из глав национальных делегаций и членов Бюро, утверждает бюджет, назначает Генерального секретаря и руководит работой Ассамблеи.

### Общие комитеты
Работа Ассамблеи разделена между тремя общими комитетами, которые в целом соответствуют трем основным разделам Хельсинкского Заключительного акта:
I. Комитет по политическим вопросам и безопасности
II. Комитет по экономическим вопросам, науке, технологии и окружающей среде
III. Комитет по демократии, правам человека и гуманитарным вопросам
Члены Комитета избирают Председателя, заместителя Председателя и докладчика на один год. Принятие решений осуществляется большинством голосов в ходе заседаний на ежегодной сессии.

## Специальные представители
Назначенные Председателем специальные представители занимаются вопросами Балтийского региона, Афганистана и Юго-Восточной Европы, бюджетом ОБСЕ, проблемами торговли людьми и антитерроризма, гендерными вопросами, пограничными вопросами, проблемами антисемитизма, расизма и нетерпимости, а также проблемами Арктики.

## Международный секретариат
Под руководством Генерального секретаря Международный секретариат оказывает поддержку деятельности Председателя и руководства Ассамблеи и организует все заседания, миссии по наблюдению за выборами и дипломатические визиты. Международный секретариат состоит из постоянных сотрудников и стипендиатов, занимающихся исследовательской работой, находящихся в главном офисе в Копенгагене и в офисе Парламентской Ассамблеи по связям в Вене. Главный офис и офис ПА по связям функционируют в качестве международных дипломатических миссий. Представители офиса ПА по связям принимают участие в заседаниях исполнительных структур ОБСЕ, в том числе в регулярных заседаниях Постоянного Совета. Секретариат выступает в качестве канала связи между национальными делегациями и институтами ОБСЕ и в качестве информационного центра для членов Ассамблеи, а также для широкой общественности.

## Наблюдение за выборами

###### Как проходит наблюдение
С 1993 года более 5 тысяч парламентариев и административных сотрудников провели наблюдение более чем за 127 различными выборами в 30 странах.
Руководство миссией
Председатель ПА ОБСЕ назначает руководителем миссии видного деятеля Ассамблеи. В его обязанности входит проведение официальных визитов в страну, в которой осуществляется наблюдение, председательствование на предвыборных брифингах для парламентариев, наблюдающих за выборами, созыв заседаний консультативных групп для обмена мнениями с наблюдателями ПА ОБСЕ, а также оглашение предварительного заявления по результатам наблюдения от имени миссии по наблюдению.
Кодекс поведения
В соответствии с Кодексом поведения наблюдателя ОБСЕ , наблюдатели должны быть беспристрастными, узнаваемыми в качестве наблюдателей, специалистами в этой области. Они должны действовать в соответствии с местным законодательством и воздерживаться от вмешательства в избирательный процесс.
Сотрудничество с другими наблюдателями
В процессе наблюдения за выборами ПА ОБСЕ поддерживает тесное сотрудничество с Парламентской ассамблеей Совета Европы и Европейским парламентом, а также с Парламентской ассамблеей НАТО.
Ассамблея осуществляет миссии по наблюдению за выборами в сотрудничестве с этими парламентскими ассамблеями и, по мере необходимости, с Бюро по демократическим институтам и правам человека ОБСЕ.

## Председатели
Срок полномочий председателя ПА ОБСЕ составляет один год, председатель Ассамблеи может быть переизбран на этот пост только один раз.